# NGC 6374
NGC 6374 (również NGC 6383, OCL 1026 lub ESO 393-SC7) – gromada otwarta znajdująca się w gwiazdozbiorze Skorpiona. Jest położona w odległości ok. 3,2 tys. lat świetlnych od Słońca.
Odkrył ją John Herschel 3 sierpnia 1834 roku. 28 czerwca 1837 roku obserwował ją ponownie, lecz nie zorientował się, że to ten sam obiekt i skatalogował ją po raz drugi. John Dreyer w swoim New General Catalogue skatalogował obie obserwacje Herschela jako, odpowiednio, NGC 6383 i NGC 6374.